# Thanh Ngoan
Thanh Ngoan là một nghệ sĩ nổi tiếng trong làng chèo và xẩm Việt Nam. Hiện tại bà đang là Giám đốc Nhà hát Chèo Việt Nam

## Tiểu sử
Thanh Ngoan tên thật là Nguyễn Thị Bích Ngoan, sinh ngày 20 tháng 10 năm 1966 tại xã Thụy Liên, huyện Thái Thụy, tỉnh Thái Bình. Là người con thứ ba trong gia đình có năm người con (ba gái, hai trai), Thanh Ngoan cùng chị gái là hai người con theo đuổi con đường nghệ thuật chuyên nghiệp (chị gái của Thanh Ngoan là diễn viên Cải lương).

## Sự nghiệp
Thanh Ngoan tập hát Chèo từ khi mới 9 tuổi, thường tham gia vào các phong trào đoàn xã và đi diễn ở các làng xung quanh. Chị hay được mời đi diễn ở các Hội nghị, chương trình Đại hội Đảng ... Thành công bước đầu của cô đào nổi tiếng làng Chèo được đánh dấu ở Hội diễn Văn nghệ tỉnh khi chị được Ủy ban nhân dân tỉnh Thái Bình tặng thưởng danh hiệu Thanh thiếu niên xuất sắc vào năm 1979 khi mới 13 tuổi. Và năm đó, cũng là năm chị trúng truyển vào Nhà hát Chèo Việt Nam, bắt đầu trở thành một nghệ sĩ chuyên nghiệp tại đây từ năm 1983.
Thanh Ngoan là người đầu tiên đưa ca trù vào chèo với vai chủ quán Hồng Châu trong vở "Hồ Xuân Hương". Chị diễn thành công cả vai đào lệch và đào thương. Bằng sự lao động nghiêm túc, chị đã gặt hái được nhiều thành công xứng đáng. Thanh Ngoan còn quyết định pha chút hài hước vào các nhân vật và thể hiện sự chiêm nghiêm này qua vai Phương trong "Nỗi đau tình mẹ" hay vợ Cả Dọc trong "Vợ chồng Cả Dọc".
Tháng 12 năm 2012, chị trở thành Giám đốc Nhà hát Chèo Việt Nam thay thế NSƯT Hà Quốc Minh – Quyền giám đốc Nhà hát Chèo Việt Nam (2009 - 2012).
Ngoài sự thành công trong nước, Thanh Ngoan còn là gương mặt nổi tiếng tại nhiều nước trên thế giới về hát xẩm và nổi tiếng nhất là bài xẩm Sướng khổ vì chồng. Năm 2017, Thanh Ngoan trở lại với khán giả bằng câu xẩm Thập ân có nội dung là mười điều ghi khắc công ơn sinh thành dưỡng dục của mẹ cha càng khiến không gian của đêm xẩm ngập tràn trong ký ức của sự yêu thương.
Chị đã mang tiếng hát và tài năng của mình phục vụ kiều bào tại các nước Châu Âu, Châu Mỹ. Bên cạnh đó, Thanh Ngoan còn tham gia nhiều hoạt động, nhiều tổ chức chính trị - xã hội khác. Chị từng là Ủy viên Hội Liên hiệp Thanh niên thành phố Hà Nội, Chủ tịch Hội Nghệ sĩ trẻ Hà Nội, hàng tháng đứng ra tổ chức các chương trình giới thiệu bộ môn nghệ thuật truyền thống như tuồng - chèo ở Nhà văn hóa Học sinh - Sinh viên thành phố Hà Nội.
Chị góp giọng cho nhạc phẩm Minh họa Kiều của cố nhạc sĩ Phạm Duy (các đoạn trích Thanh minh trong tiết tháng ba, Một buổi êm trời, Lơ thơ tơ liễu, Tư Mã phượng cầu và Trước lầu Ngưng Bích). Nhiều ý kiến cho rằng Thanh Ngoan và một số nghệ sĩ chèo khác như Khắc Tư, Thúy Ngần, Minh Thu, Xuân Hinh, Hà Thị Cầu với những cống hiến không mệt mỏi cho nghệ thuật sân khấu chèo Việt Nam, họ xứng đáng với danh hiệu Nghệ sĩ nhân dân nhưng đều bị đánh trượt do chưa đủ số huy chương theo quy định mới. Riêng Thanh Ngoan bị đánh trượt hai lần vào các đợt năm 2011 và 2015. Năm 2019 bà mới được phong tặng danh hiệu này.
Năm 2021, bà bảo vệ thành công luận án Tiến sĩ Nghệ thuật học.

## Thành tích
- 1981: HCV Giọng hát chèo hay, tổ chức tại Thái Bình.
- 1988: HCV Hội diễn sân khấu chuyên nghiệp toàn quốc tại Nam Định.
- 1990: HCV Hội diễn sân khấu chuyên nghiệp toàn quốc tại Thái Bình.
- 1991: Diễn viên xuất sắc của sân khấu chèo Hà Nội.
- 1992: HCV Giọng hát chèo toàn quốc.
- 1993: HCV với Các trích đoạn chèo tuồng hay tại Ninh Bình.
- 1994: Được Tạp chí Sân khấu bình chọn là Ngôi sao sân khấu.
- 1995: HCV Hội diễn sân khấu chuyên nghiệp toàn quốc.
- 2000: Giải thưởng Sao đỏ của Hội liên hiệp Thanh niên Việt Nam.
- 2016: Bằng khen của Thủ tướng Chính phủ.
- 2019: Gương mặt Phụ nữ Việt Nam tiêu biểu, danh hiệu nghệ sĩ nhân dân.
- Cùng nhiều giấy khen, bằng khen khác...